# 碾盘乡 (南部县)
碾盘乡，是中华人民共和国四川省南充市南部县曾经下辖的一个乡。2019年10月，撤销碾盘乡，将其所属行政区域划归谢河镇管辖。

## 行政区划
碾盘乡撤销前下辖以下地区：
碾盘垭村、羊角坝村、顶山寺村、上白庙村、磨刀石村、谷黄庙村、马家沟村、下窑坝村、陈家店村和旱拱桥村。